# Diamond Head (Havaí)
Diamond Head é uma cratera e antigo cone vulcânico de tufo localizado na ilha havaiana de O'ahu, conhecido pelos havaianos como Lēʻahi. O nome havaiano é provavelmente derivado de lae (arcada, promontório) com ʻahi (atum) por causa do formato da linha de orientação que se assemelha ao formato da nadadeira dorsal de um atum. Seu nome em inglês Diamond Head (Cabeça de Diamante) foi dado por marinheiros britânicos no século XIX, que pensaram ter descoberto diamantes nas encostas da cratera. Esses "diamantes" eram, na verdade, cristais de calcita brilhantes que não tinham valor.

## Geologia
Diamond Head faz parte do sistema de cones, aberturas e seus fluxos de erupção associados que são conhecidos coletivamente pelos geólogos como Série Vulcânica de Honolulu. Erupções do vulcão Koʻolau que ocorreram muito depois do vulcão se formar e ter adormecido.
Há cerca de cem mil anos, quando lava derretida fluiu para as águas frias do Pacífico, criando uma violenta explosão de vapor, a cratera foi formada, o que contribuiu também para a formação da ilha. Cinzas e pedaços de recife de calcário voaram para o ar, depois assentaram-se e endureceram num cone de tufo de 760 pés no seu ponto mais alto e em uma cratera de 350 acres no seu interior. As erupções combinadas de Diamond Head, da Cratera Punchbowl, Red Hil e Tantalus precipitaram cinzas e material de fundação para preencher a área entre essas crateras onde Honolulu está hoje. Esses eventos eruptivos criaram muitos dos marcos mais conhecidos de Oʻahu além da Diamond Head, como os citados acima.
Diamond Head, como o resto da Série Vulcânica de Honolulu, é muito mais jovem do que a massa principal da cordilheira Koʻolau. Enquanto a cordilheira Koʻolau tem cerca de 2,6 milhões de anos, Diamond Head tem cerca de 500 000 a 400 000 anos.

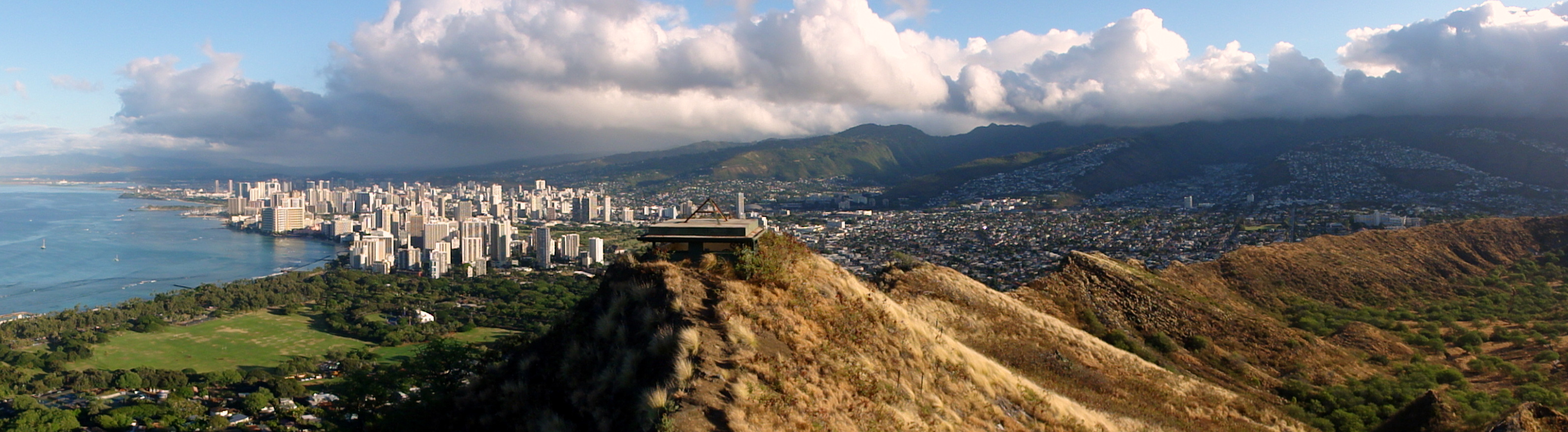
Vista da borda e topo mostrando o bairro de Waikīkī (à esquerda), a casamata no pico (meio) e o cone vulcânico (à direita)

## História

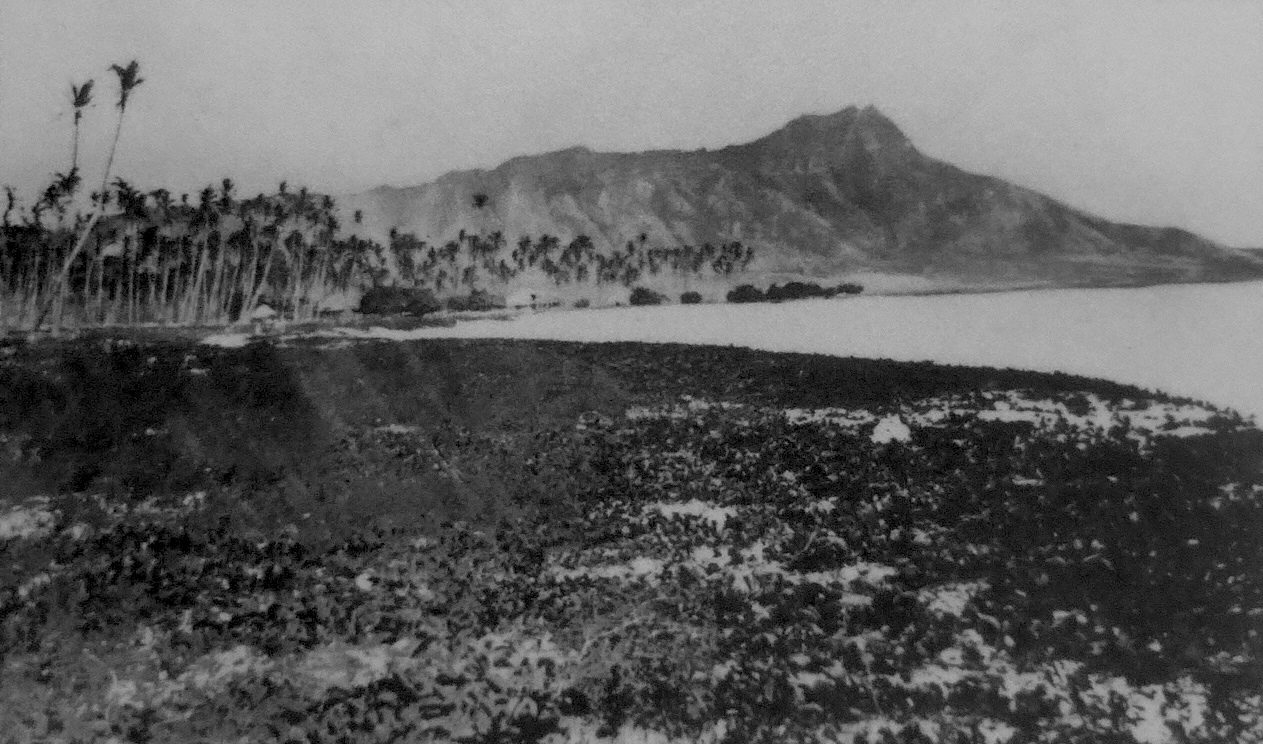
Diamond Head visto de Waikīkī em 1800

Conhecida como Lēʻahi em havaiano, a montanha em 1825 recebeu o nome de Kaimana-Hila, literalmente Diamond Hill (Colina Diamante), por marinheiros britânicos que descobriram cristais de calcita vulcânica cintilantes na areia e os confundiram com diamantes. Isso se reflete em outro nome local, Kaimana Hila. O nome mais tarde se tornou Diamond Head, com head sendo encurtado de headland (promontório).
Diamond Head faz parte da cordilheira Ko'olau. Ko'olau foi um vulcão que começou a entrar em erupção abaixo do nível do mar há cerca de 2,6 milhões de anos. Houve uma breve dormência de cerca de um milhão de anos e, em seguida, o vulcão entrou em erupção novamente criando aberturas que se tornaram marcos conhecidos como a cratera Punchbowl, Koko Head, baía de Hanauma e Diamond Head. Diamond Head é o mais jovem desses marcos históricos, datando de cerca de 200 000 anos. As aberturas estão extintas e Diamond Head está dormente há cerca de 150 000 anos. Acredita-se que Diamond Head seja monogenético, o que significa que a erupção ocorre apenas uma vez. Portanto, os geólogos acreditam que Diamond Head nunca mais entrará em erupção.

### Usos
Com o passar dos anos, Le'ahi teve muitos usos. Os reis de Oahu tinham suas residências principais nas proximidades e costumavam descer de trenó (holua) pelas encostas de Diamond Head como um passatempo. Um telégrafo de sinal marinho também foi mantido na crista na parte traseira do Diamond Head, que sinalizava todos os navios que se aproximavam ou passavam pelo porto de Honolulu. Durante a Primeira e a Segunda Guerra Mundial, a cratera foi transformada em uma elaborada fortaleza.
Em 1904, o Governo Federal dos EUA adquiriu a cratera Diamond Head para ser utilizada para fins militares. Foi escavado um túnel no lado norte da cratera que dava acesso ao interior. A construção da trilha para caminhadas e do búnquer da Estação de Controle de Incêndios começaram em 1908. A Estação de Controle de Incêndios é o búnquer principal constituído por quatro níveis localizados no topo da cratera. Nos anos seguintes, estações de bateria, casamatas, armas antiaéreas e postos de holofotes foram construídas ao redor da base da cratera que continha a artilharia e outras armas militares. De dentro das salas de plotagem da Estação de Controle de Incêndios, os homens seriam capazes de se comunicar com as estações de bateria para disparar a artilharia exatamente onde necessário.
As localizações fortificadas tornaram-se uma atração turística popular. Hoje, partes da cratera são utilizadas como Centro Operacional de Emergência da Defesa Civil, pela Administração Federal de Aviação e pelo Departamento de Defesa dos Estados Unidos.

## Turismo
Diamond Head foi designado um Monumento Estadual em 1962 e um Marco Natural Nacional em 1968. Construído em 1908 como parte do sistema de defesa costeira do exército, uma trilha de 12/16 quilômetros sobe 182 metros desde o chão da cratera até ao seu cume. A caminhada pelo trilha é uma atividade popular devido à recompensa no topo: uma vista do oceano e da costa que se estende desde Koko Head, a leste, até Waianae, a oeste. São cobradas taxas de entrada nominais aos visitantes.
A trilha que leva à Estação de Controle de Incêndios começou a se tornar popular entre turistas e moradores locais. Até o momento, qualquer pessoa poderia acessar a cratera durante seu horário normal de funcionamento e caminhar pela trilha de graça. No final da década de 1990, a Divisão de Parques Estaduais do Havai começou a sofrer cortes no orçamento. E então a cobrança de um dólar por pessoa começou em janeiro de 2000. Mais tarde naquele ano, uma cabine de pedágio foi construída e um empreiteiro foi contratado para cobrar as taxas. A cratera fica aberta das 6h às 18h todos os dias do ano. Aproximadamente 2 000 pessoas visitam a cratera por dia. Tem uma vista magnífica de 360 graus do topo.

## Na cultura popular
Durante as décadas de 1960 e 1970, a cratera foi usada para realizar concertos em festivais. Os shows foram durante o dia e incluíram várias bandas locais, bem como bandas do Estados Unidos contíguos. A média de participação foi de cerca de 12 000 pessoas, mas rapidamente cresceu para cerca de 75 000 em cada evento. À medida que sua popularidade cresceu, tornou-se mais comercializado, e os festivais foram interrompidos no final da década.

Diversas vistas da Diamond Head
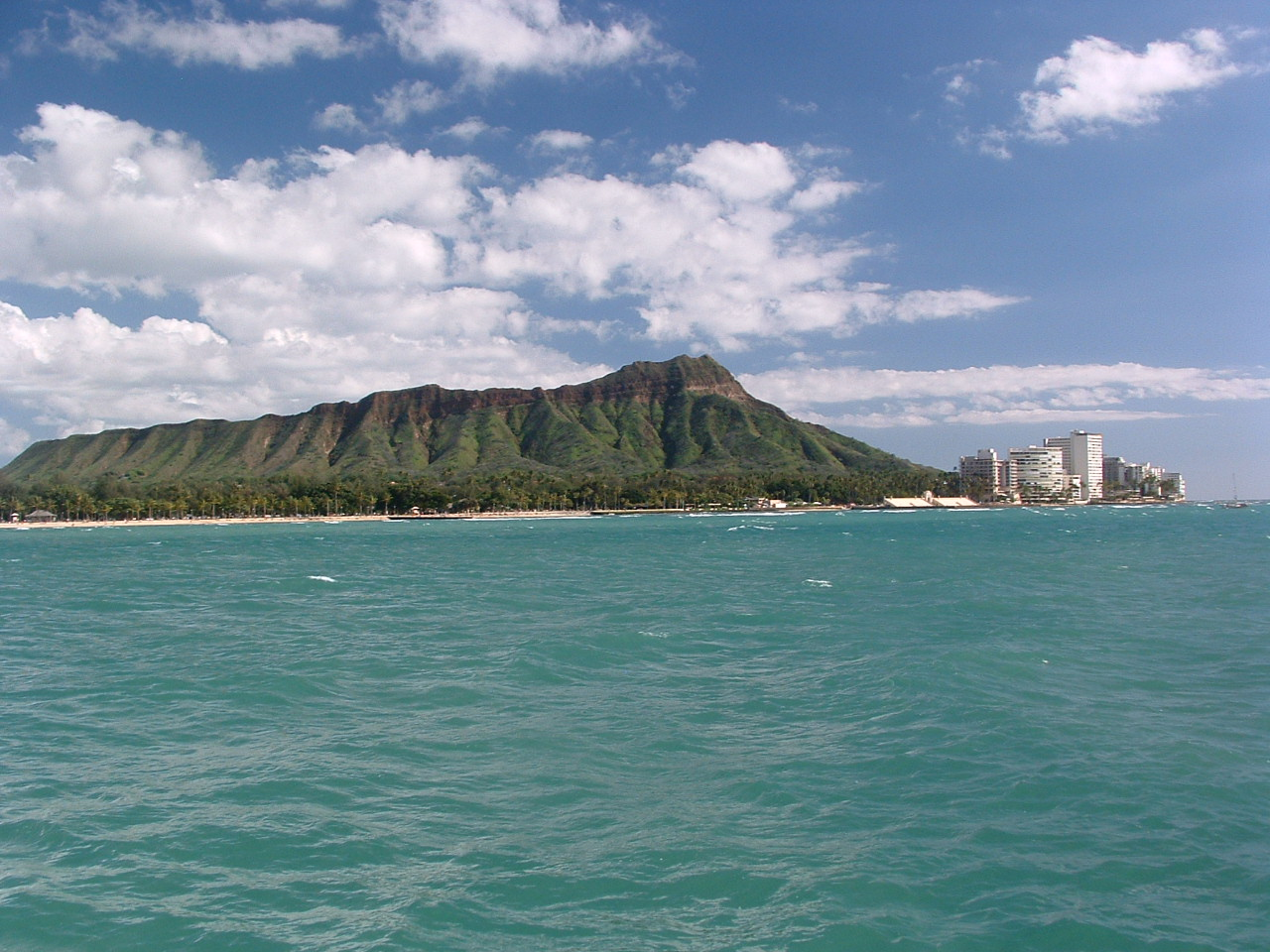
Diamond Head visto da costa de Waikīkī
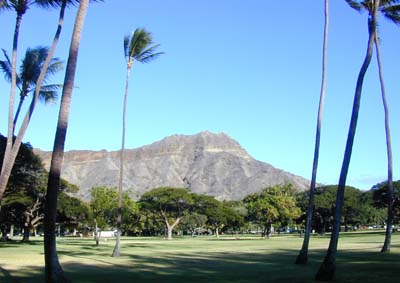
Pico Diamond Head do Parque Kapiolani
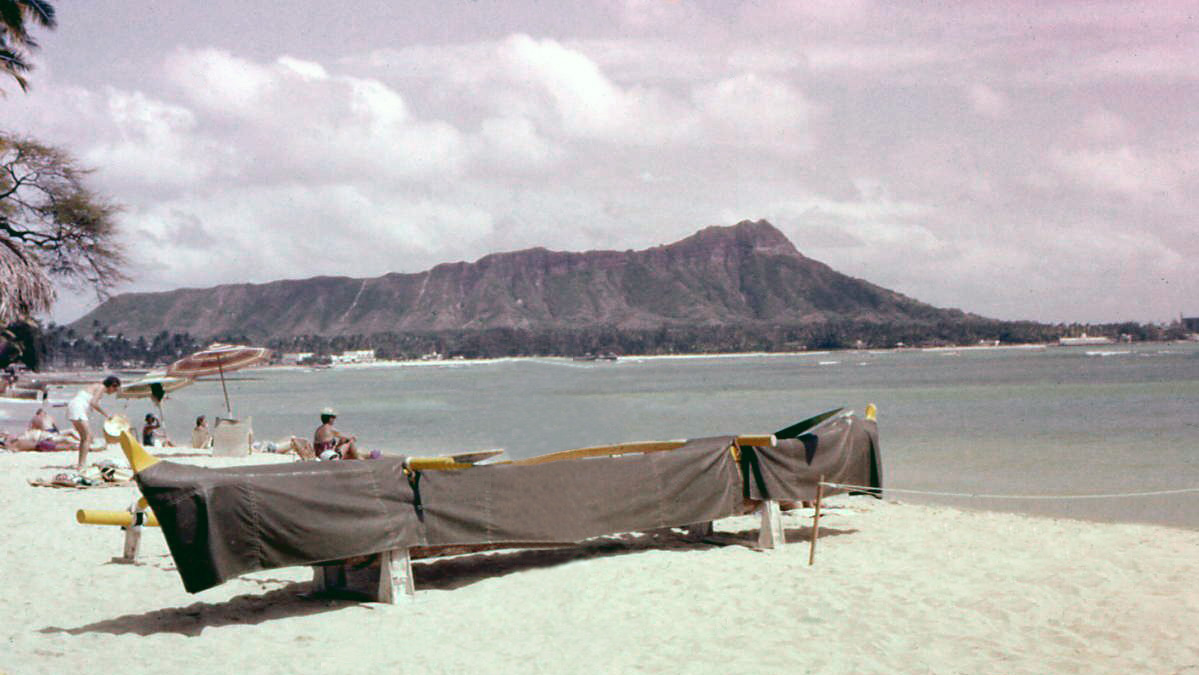
Praia de Waikiki em frente para Diamond Head, 1958
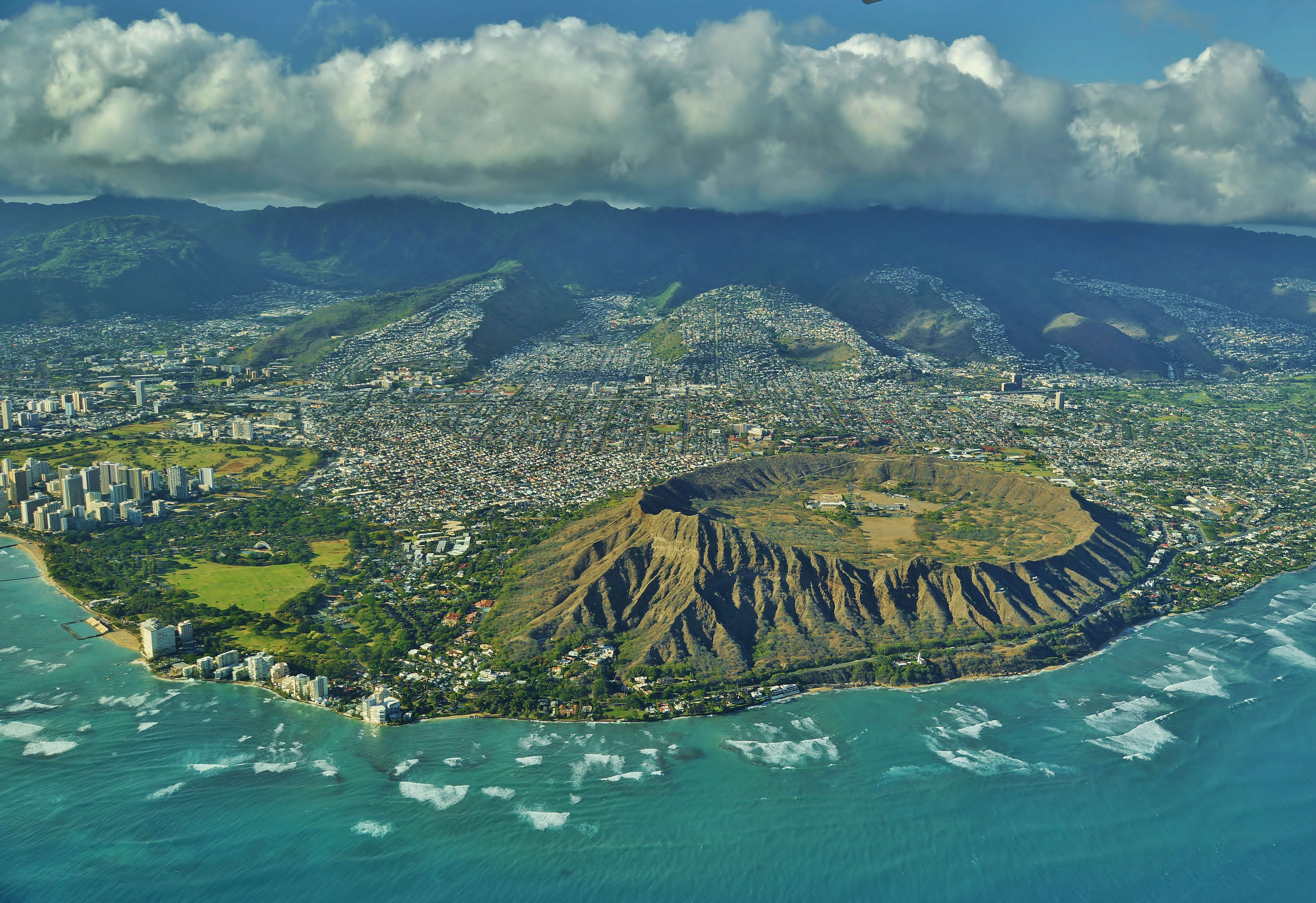
Vista aérea do cone e dos bairros Kahala e Kaimuki
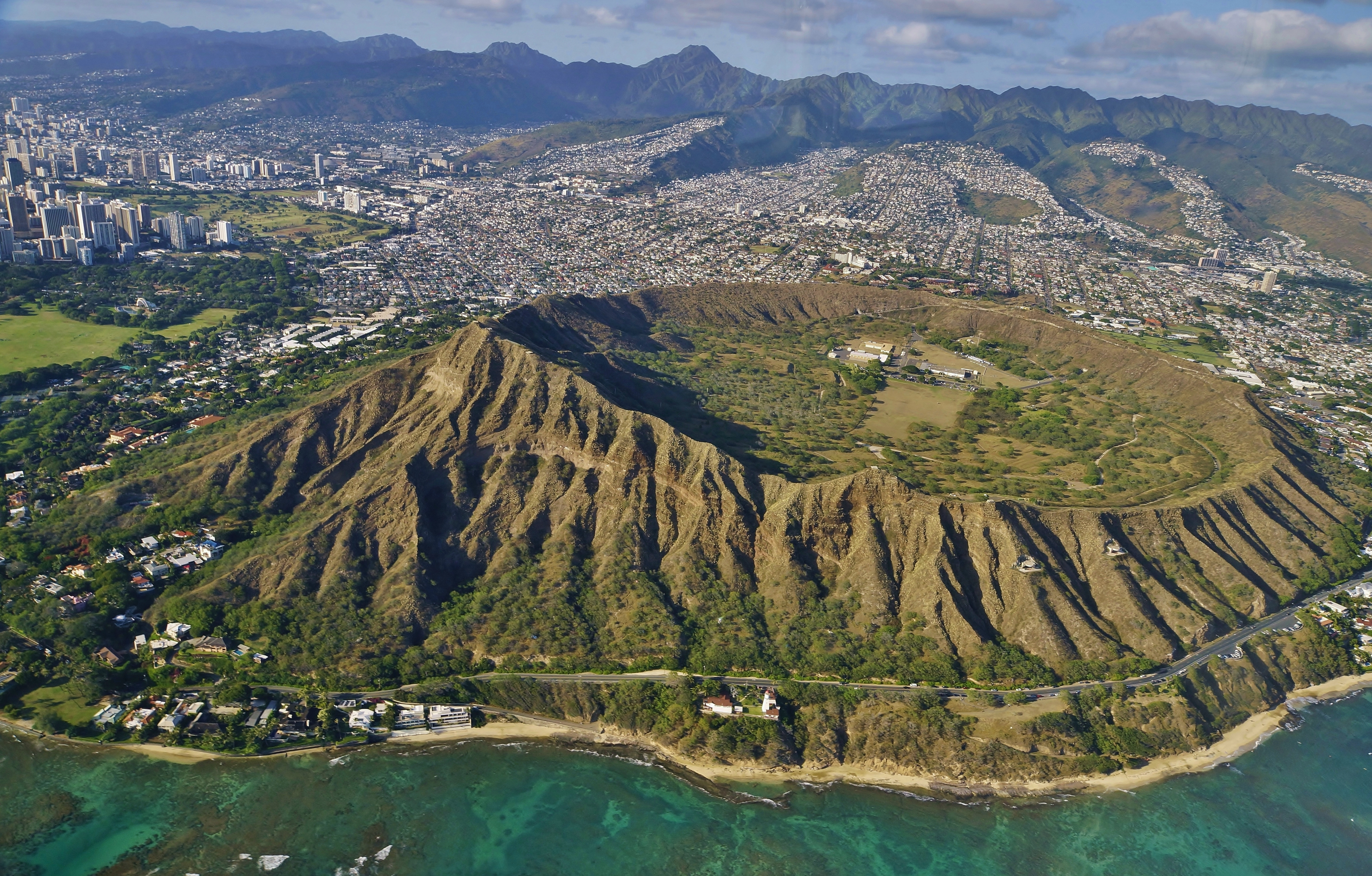
Vista aérea
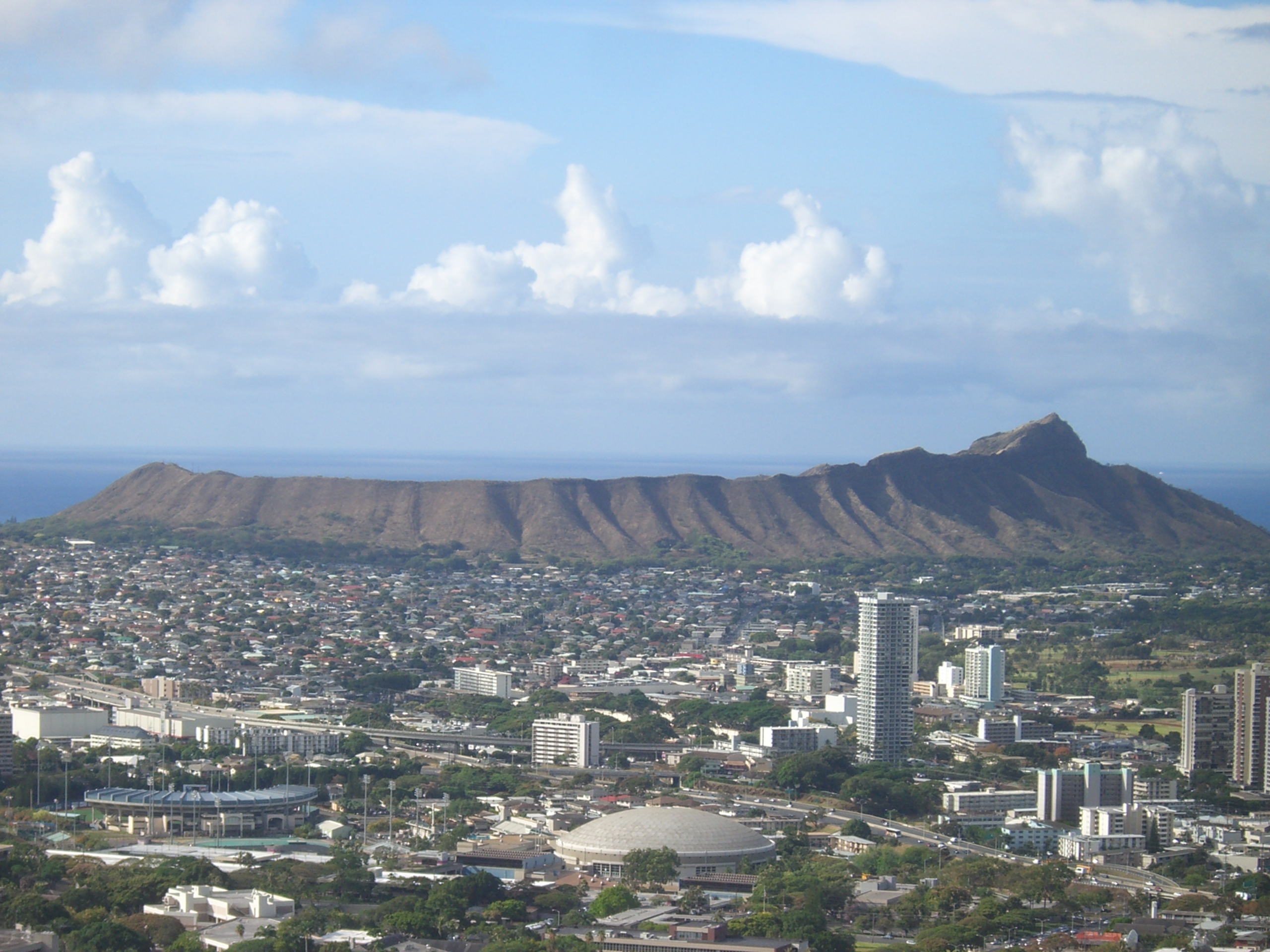
Cone Diamond Head visto da Tantalus-Round Top Road